# Жиганов, Назиб Гаязович
Нази́б Гая́зович Жига́нов (тат. Нәҗип Гаяз улы Җиһанов, Näcip Ğayaz ulı Cihanov; 1911—1988) ― советский татарский композитор, педагог, общественный деятель.
Имеет звания:
- Народный артист СССР (1957)
- Герой Социалистического Труда (1981)
- Лауреат двух Сталинских премий второй степени (1948, 1950)
- Лауреат Государственной премии СССР (1970).

Автор 16 симфоний, 8 опер, 3 балетов, многочисленных произведений камерной, вокальной, инструментальной и программной музыки.

## Биография
Родился 2 (15) января 1911 года в Уральске (ныне — административный центр Западно-Казахстанской области Республики Казахстан).
Рано осиротел, воспитывался в детском доме. В 1928 году приехал в Казань, где жила его сестра Фаиза, с намерением поступить в музыкальный техникум. Музыке начал обучаться ещё в Уральске, в детском доме. Его первой учительницей была выпускница Санкт-Петербургской консерватории Светчина (фамилия даётся по его воспоминаниям). В Казани брал уроки у Н. А. Шевалиной. В 1929 году поступал в Восточный музыкальный техникум (с 1904 и с 1936 — Казанское музыкальное училище), но неудачно. Занимался с преподавателями техникума — по классу фортепиано учился у М. А. Пятницкой, по классу виолончели — у Р. Л. Полякова. В 1931 году по совету композитора А. С. Ключарёва поехал в Москву, где поступил в Областной музыкальный техникум (ныне Академическое музыкальное училище при Московской государственной консерватории имени П. И. Чайковского), который окончил в 1935 году, затем — на третий курс консерватории, где учился в классе композиции Г. И. Литинского. В 1937 году при открытии Государственной филармонии Татарской АССР была исполнена его Первая симфония, первое татарское сочинение в этом жанре. Окончив консерваторию в 1938 году, вернулся в Казань.
В 1943 году был назначен художественным руководителем Татарского театра оперы и балета (ныне — имени М. Джалиля), на открытии которого в 1939 году исполнялось дипломное сочинение композитора — опера «Качкын».
В 1944 году обратился с предложением в Совет Министров Татарской АССР создать в Казани консерваторию. Распоряжением Совнаркома СССР от 13 апреля 1945 года была создана Казанская государственная консерватория республиканского (РСФСР) подчинения. В июне 1945 года был назначен её директором (преподавал оркестровку, с 1953 года ― профессор). Бессменно руководил консерваторией как ректор 43 года до конца жизни.
В 1939 году организовал и по 1977 год возглавлял Союз композиторов Татарской АССР. Делегат первого съезда Союза композиторов СССР (1948), на котором избран членом его правления. В 1957 году на втором съезде избран секретарём правления. Бессменно занимал этот пост с 1962 по 1988 год. В 1960 году избран членом правления Союза композиторов РСФСР. С 1952 года входил в состав Республиканского Комитета борьбы за мир, с 1958 — член Комитета по Государственным премиям Татарской АССР имени Г. Тукая. С 1961 по 1988 год — член Комитета по Ленинским и Государственным премиям при Совете Министров СССР. Депутат Верховного Совета Татарской АССР 8-го — 9-го созывов, Верховного Совета РСФСР 2-го — 5-го созывов, Верховного Совета СССР 7-го созыва (1966—1970). Член ВКП(б) с 1944 года.
Н. Жиганов — основоположник профессионального татарского музыкального искусства. Практически все ныне функционирующие учреждения и организации музыкальной культуры Татарстана (Казанская консерватория (ныне академия), Татарский академический государственный театр оперы и балета им. М. Джалиля, Государственный симфонический оркестр Татарстана, Союз композиторов республики, средняя специальная музыкальная школа (ныне лицей при консерватории) создавались по его инициативе или при его непосредственном участии. Автор 8 опер, 3 балетов, многих симфоний и камерных сочинений. В его произведениях гармонично сочетаются национальный колорит и традиции русского и европейского музыкального наследия.

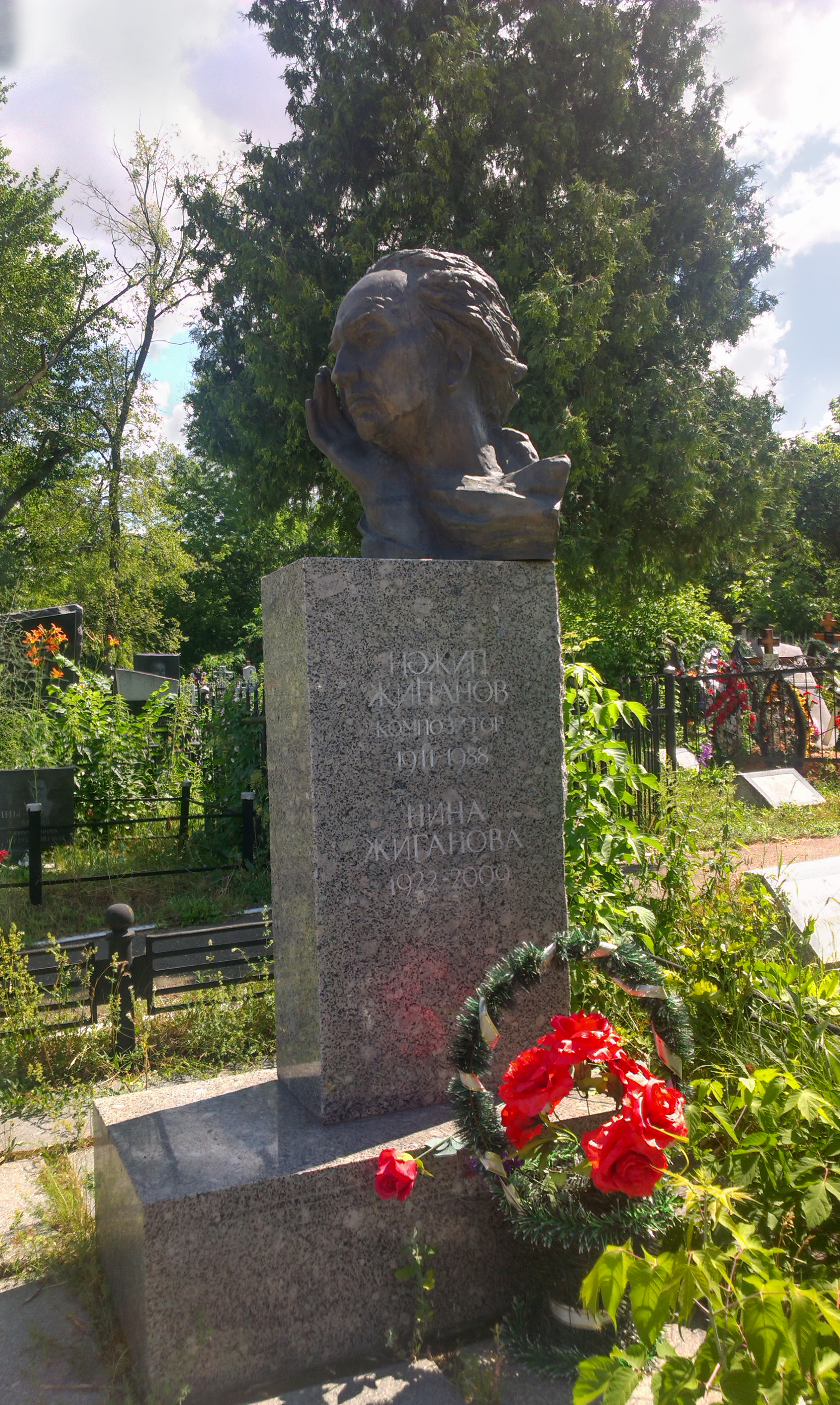

Aвтор статей по актуальным вопросам советского музыкального творчества.
Был дважды женат, от первого брака (1936—1948, с Серафимой Алексеевной Минеевой (1914—1998)) родилась дочь Светлана Назибовна Жиганова (1936—1998), от второго (1948—1988, с Ниной Ильиничной Шкапа (1922—2009)) — два сына — Рустэм Назибович Жиганов (1949—2013) и Иван Назибович Жиганов (1957).
Скоропостижно скончался 2 июня 1988 года в Уфе, после концертного исполнения новой редакции оперы «Джалиль» в дни проведения Дней литературы и искусства Татарии в Башкирской АССР. Похоронен на Арском кладбище в Казани.

## Звания и награды
- Герой Социалистического Труда (1981)
- Заслуженный деятель искусств Татарской АССР (1939)
- Заслуженный деятель искусств РСФСР (1940)
- Народный артист СССР (1957)
- Заслуженный деятель искусств Чувашской АССР (1961)[4]
- Сталинская премия второй степени (1948) — за оперу «Алтынчач» (1941)[5]
- Сталинская премия второй степени (1950) — за «Сюиту на татарские темы» для симфонического оркестра
- Государственная премия СССР (1970) — за симфонию «Сабантуй» (1968)
- Республиканская премия имени Габдуллы Тукая — за оперу «Джалиль» (1958)
- Два ордена Ленина (1950, 1981)
- Орден Трудового Красного Знамени (1971)
- Два ордена «Знак Почёта» (1945, 1959)
- Медаль «За доблестный труд в Великой Отечественной войне 1941-1945 гг.» (1946)
- Медали

## Основные произведения
Оперы
- «Качкын» («Беглец»; 1939)
- «Ирек» («Свобода»; 1940)
- «Алтынчеч» («Златовласка»; 1941)
- «Поэт» (1947)
- «Ильдар» (1942, 2-я ред. ― «Дорога победы», 1954)
- «Тюляк» (1945, 2-я ред.- «Тюляк и Су-Слу», 1967)
- «Намус» («Честь», 1950)
- «Джалиль» (1957)

Балеты
- «Фатых» (1943)
- «Зюгра» (1946)
- «Две легенды» («Зюгра и Нжери»; 1970)

Для оркестра
- Симфония № 1 (1937)
- Симфония № 2 «Сабантуй» (1968)
- Симфония № 3 «Лирическая» (1971)
- Симфония № 4 (1973)
- Симфония № 5 (1974)
- Симфония № 6 (1975)
- Симфония № 7 (1976)
- Симфония № 8 (1977)
- Симфония № 9 (1978)
- Симфония № 10 (1979)
- Симфония № 11 (1980)
- Симфония № 12 (1981)
- Симфония № 13 (1982)
- Симфония № 14 (1983)
- Симфония № 15 (1984)
- Симфония № 16 (1985)
- Симфоническая поэма «Кырлай» (1946)
- Сюита на татарские темы (1949)
- Симфонические новеллы (1964)
- Симфонические песни (1965)
- Увертюра-поэма «Нафиса» (1952)

Вокально-симфонические
- Кантата «Республика моя» (1960)
- Кантата «Здравствуй, Москва!» (1980)

Для фортепиано
- Сонатина (1935)
- Сюита в 5 частях (1963)
- Цикл «Зарисовки» (1975)
- «Пять пьес для фортепиано»
- «Альбом фортепианных пьес для детей»
- «Матюшинские эскизы»
- «12 зарисовок» и др.

Другое
- Песни (в том числе «Вновь запахло сиренью» (слова А. Ерикеева, 1956), «Всегда так» (слова С. Хакима), «Родной земле» (слова 3. Нури), «Народу русскому привет» (слова А. Ерикееза), «С Лениным сердце говорит» (слова С. Хаиша), «В этом партийность моя» (слова А. Акдрицою), «Ожидание» (слова Б. Старчикова, 1964), «Живут на свете сказки» (слова М. Тазетдинова, 1966), цикл «Я пою, чтоб мир был светел»), романсы, обработки народных песен — всего около 100, музыка к кинофильму «Советская Татария»

## Память
- В 2001 году Казанской государственной консерватории присвоено имя композитора.
- В 2001 году в доме, где последние 18 лет жил композитор, стараниями его вдовы — Нины Жигановой при содействии Президента Татарстана М. Шаймиева открыт мемориальный музей-квартира Назиба Жиганова, расположенный по адресу: Малая Красная улица, д. 14, кв. 11.
- В июне 2006 года на доме, где жил композитор, установлена мемориальная доска.
- В гимназии № 93 Советского района Казани есть музей Н. Г. Жиганова.
- Имя композитора присвоено одной из малых планет (1997).
- Одна из улиц Советского района Казани носит имя композитора.
- Его ученик композитор Данил Хасаншин посвятил Назибу Жиганову симфонию-концерт[6].